# Ležeče kolo
Ležeče kolo (ali lezikolo) je preureditev klasičnega kolesa. Združuje kolesarjenje z udobjem. Ideja zanj je stara, omenja se ga že sredi 19 stoletja. Ležeče kolo je posebnež in ga še dandanes ne vidimo pogosto.  Na tekmovanjih je prepovedano. Zadnja leta se prebija v ospredje in pridobiva na popularnosti. Najbolj opazna razlika v primerjavi z običajnim kolesom je, da ima ležeče kolo pedala v isti višini ali celo višje od sedeža. Sedež se bistveno razlikuje od sedeža na običajnem kolesu - ima dosti večjo, ergonomsko oblikovano površino. Zato je pri ležečem kolesu teža kolesarja razporejena po veliko večji površini. Kolesar sloni na sedežu s celotno zadnjico in hrbtom, kar bistveno pripomore k udobju.
V angleščini se za ta kolesa uporablja izraz “recumbent bicycle” ali “bent”, med tem ko je izraz za navadno kolo “diamond frame bike”.

## Vrste ležečih koles
Obstaja več različic ležečih koles. Mednje se štejejo tudi tricikli, vendar se bomo sedaj osredotočili le na različice z dvema kolesoma. Ko enkrat obideš omejitve standardnega okvirja, ostaja malo pravil, ki se jih je potrebno držati. To prispeva k veliki raznolikosti ležečih koles. Najbolj osnovna je delitev glede na pozicijo prednjega kolesa. Tako ločimo ležeča kolesa z dolgo in kratko medosno razdaljo.

### Kratka medosna razdalja
Ta kolesa imajo sprednje kolo nekje pri kolesarjevih kolenih, pedala pa daleč spredaj. To so običajno nekoliko hitrejša kolesa in mogoče tudi nekoliko manj udobna, zato ker kolesar sedi skoraj direktno nad prednjim kolesom. S kvalitetnim vzmetenjem je možno tudi to pomanjkljivost odpraviti.

### Dolga medosna razdalja
Ta kolesa imajo sprednje kolo pred pedali, tako kot je to pri običajnem kolesu. Obračalni radius je s tem večji, je pa vožnja z njimi nekoliko bolj udobna kot v primeru ležečega kolesa s kratko medosno razdaljo. Ta kolesa so običajno tudi zelo nizka, saj kolesar sedi tik nad cestiščem. Obstaja še srednja varianta, ki je kombinacija gornjih dveh in združuje udobje ter hitrost. Da pa ne bi bilo preveč enostavno, sta tu še dve vrsti krmiljenja za vsak prej omenjeni tip: ASS in USS krmiljenje. Vsako ima svoje prednosti in privržence – gre bolj za osebno prepričanje, kot za neke objektivne razloge za izbiro določenega tipa. Oba načina delujeta in se ju je enako enostavno navaditi.

### Krmilo nad sedežem (ASS)
Pri različici, kjer je krmilo nad sedežem, je le-to običajno nekje v višini prsnega koša. Obstaja prepričanje, da je ta tip krmiljenja bolj udoben za začetnike. V primerjavi s krmilom pod sedežem ima ta konfiguracija nekoliko manjši zračni upor, ker so roke pred telesom in tako dodatno ne povečujejo površine, kot je to v primeru USS kjer so roke v položaju ob telesu.

### Krmilo pod sedežem (USS)
V primeru USS krmiljenja je krmilo nameščeno pod kolesarjev sedež in gleda izpod sedeža na vsako stran tako, da so roke naslonjene nanj in jih imamo sproščene ob telesu. V večini primerov je krmilo povezano s sprednjim kolesom z nekakšnim vzvodom. Ta izvedba je precej udobna, ko se nanjo navadiš, saj nič ni pred tabo. Nekateri so mnenja, da je zato lažje sesti in vstati s kolesa. Imajo pa AZUB kolesa v primeru ASS pomično bilanco, tako da jo kolesar nagne naprej in lažje sede na kolo.